# 森村宗市
森村 宗市（もりむら そういち、1913年（大正2年）3月31日 - 2005年（平成17年））は、日本の土地家屋調査士。奈良県出身。

## 来歴
- 日本で9番目の土地家屋調査士[1]。
- 職業として日本全国を測量して歩き続ける一方、日本古来の神々、古神道、宗教に興味関心を持つ。
- 全国の神社やお寺などをめぐり数多くの古文書を集め研究を深める。
- 武智時三郎氏の「数霊学」や日月神示などにも精通している。
- 世界の宗教が持つ数字に関する研究、言霊学などが有名。
- 自身で万教一致の理を一目瞭然に理解できる顕教曼陀羅を昭和26年に作成する（知的所有権を有する）。
- 著書には自身の職業である測量や伊能忠敬に関する記述もある。
- 三男の森村天風[2]（本名：国男）は言霊学の研究を続け、雑誌セキュリティー研究で「ねこぱんちの国防論[3]」エッセイを連載している。

## 年表
- 1913年3月31日、奈良県に生まれる
- 1948年5月に兵庫県西宮市苦楽園に移住
- 妻キミ子との間に男三人女一人をもうける。
- 1950年8月に森村測量設計事務所設立。
- 2005年、死去。

## 親交
- 岡本天明などとも親交が深かく、岡本天明作の屏風が著書にも掲載されている。
- 生前 えべっさんの本家である西宮神社の吉井宮司とも親交が深く、著書「宇宙の年輪を読む」に吉井宮司より寄与された挿絵がある。

## 著書
- 『宇宙の年輪を読む』出版: MBC21大阪東支局・遊糸社 1995年7月刊行 ISBN 4806404721
- 『想思花讃歌』 出版: LOSダンケプロジェクト　1993年5月刊行